# De Dageraad (schip, 1955)
De Dageraad was een schip van Texels Eigen Stoomboot Onderneming (TESO). Tot de bouw werd in 1954 besloten. Het schip moest de Marsdiep vervangen. Het kwam in 1955 in de vaart.
TESO had besloten dat de veerdienst in Oudeschild zou blijven, dus besloot men een zijladingschip te laten bouwen. Het zou het laatste zijladingschip worden. De Arnhemsche Scheepsbouw Maatschappij bouwde het schip, dat in 1955 in dienst werd gesteld. Het schip was eigenlijk te groot voor de haven van Oudeschild, waardoor het de haven achteruit moest verlaten. In 1961 kreeg De Dageraad een nieuwe radar. De oude werd geplaatst op de Dokter Wagemaker. Vanaf 5 mei 1962 voer het schip tussen 't Horntje en Den Helder.
10 oktober 1965 werd De Dageraad verkocht aan Rederij Doeksen, die het schip omdoopte in Noord-Nederland en het inzette op het traject Harlingen - Terschelling. Rederij Doeksen verfde de onderkant zwart, deze was daarvoor grijs. In 1966 voer het schip nog een keer voor TESO, omdat de  Marsdiep naar de werf moest en de Koningin Wilhelmina als reserveschip niet voldoende was.
In 1974 verkocht rederij Doeksen de boot naar Angola. De boot kreeg daar de naam Kalua. In 1976 gingen sterke geruchten dat het schip gezonken was, deze bleken niet waar te zijn. In 2003 werd het schip uitgeschreven uit Lloyd's Register, in 2004 kantelde en zonk de roestige Kalua in de haven van Luanda.